# Um Homem Apaixonado
Um Homem Apaixonado é o sexto álbum de estúdio do cantor brasileiro Daniel em carreira solo. Foi lançado em 2002 pela Warner Music. Teve como sucessos as canções "Vida Minha", "Dá-Me, Dá-Me" (versão de "Dame Dame" de Roberto Sorokin e Pablo Duchovny), que, inclusive, ganharam videoclipes, e a faixa-título "Um Homem Apaixonado". O álbum chegou a marca de 600 mil cópias vendidas em todo o Brasil e conquistou o disco de platina duplo. A canção "Esperança", foi usada como tema de abertura alternativo da novela Esperança, exibida pela TV Globo, além de "Um Coração em Um Milhão", que fez parte da trilha sonora do filme Didi, o Cupido Trapalhão.

## Lista de faixas
| N.º            | Título                                                        | Compositor(es)                                                             | Duração |  |
| 1.             | "Um Homem Apaixonado"                                         | Lucimar                                                                    | 4:35    |  |
| 2.             | "Está Morrendo a Minha Alma (Se Va Muriendo Mi Alma)"         | Marco Antonio Solís (Versão: Manoel Nenzinho Pinto / Daniel)               | 4:28    |  |
| 3.             | "Um Milhão de Fantasias"                                      | Peninha / Kuller                                                           | 4:27    |  |
| 4.             | "Um Coração em Um Milhão"                                     | Danimar / HP / Olinto Muniz                                                | 4:11    |  |
| 5.             | "Dá-me, Dá-me (Dame Dame)"                                    | Roberto Sorokin / Pablo Duchovny (Versão: Carlos Randall / Mário Campanha) | 3:39    |  |
| 6.             | "O Amor é Poderoso"                                           | Darci Rossi                                                                | 2:45    |  |
| 7.             | "Vida Minha"                                                  | Peninha                                                                    | 4:07    |  |
| 8.             | "Só o Amor (Solo El Amor)"                                    | Donato Poveda (Versão: Manoel Nenzinho Pinto / Daniel)                     | 3:58    |  |
| 9.             | "Bota Pra Moer"                                               | Mozart / Nildo Aquino                                                      | 2:54    |  |
| 10.            | "Cowboy da Madrugada"                                         | César Augusto / César Rossini / Gil Gerson                                 | 3:44    |  |
| 11.            | "Um Gato Que Vai (Un Gatto Nel Blu)"                          | Totò Savio (Versão: Carlos Colla)                                          | 4:23    |  |
| 12.            | "O Mais Importante é o Verdadeiro Amor (Tanta Voglia Di Lei)" | Roby Facchinetti / Valerio Negrini (Versão: Fernando Adour)                | 4:23    |  |
| 13.            | "Palavras"                                                    | Carlos Randall / Randalzinho                                               | 4:18    |  |
| 14.            | "Brasil, Samba e Forró"                                       | Chico Amado / Xodó / Neldon Farias                                         | 3:01    |  |
| 15.            | "Estourou Um Cano"                                            | Rick                                                                       | 3:21    |  |
| 16.            | "Esperança"                                                   | Luiz Schiavon / Nil Bernardes / Marcelo Barbosa                            | 3:47    |  |
| Duração total: | Duração total:                                                | Duração total:                                                             | 1:02:00 |  |

## Charts
| País          | Melhor posição |
| ------------- | -------------- |
| Brasil (ABPD) | 7              |

## Certificações e vendas
| País          | Certificação | Data | Vendas certificadas |
| ------------- | ------------ | ---- | ------------------- |
| Brasil (ABPD) | 2× Platina   | 2002 | 600.000             |